# Дом еврейской гостиницы (Успенская улица, Нежин)
Дом еврейской гостиницы — памятник архитектуры местного значения в Нежине. Сейчас здесь размещается поликлинической отделение.

## История
Изначально был внесён в «список памятников архитектуры вновь выявленных» под названием Гостиница, с адресом Покровская, 1.
Приказом Министерства культуры и туризма от 21.12.2012 № 1566 присвоен статус памятник архитектуры местного значения с охранным № 10056-Чр под названием Еврейская гостиница. Установлена информационная доска.

## Описание
Дом построен в конце 19 века на углу современных Покровской и Успенской улиц.
Одно-двухэтажный на цоколе (одноэтажный на высоком цоколе), каменный, прямоугольный в плане дом со скошенным углом (со стороны перекрёстка). Фасад расчленяют пилястры, между которыми четырёхугольные лучные оконные проёмы, завершает карниз. Украшен орнаментальной кирпичной кладкой. Над фасадом двухэтажного три аттика. Над фасадом одноэтажного (по стороне Успенской) три аттика: центральный, два боковых, но при этом один боковой расположен над скошенным углом прямоугольника.